# Grebbestad
Grebbestad er en lille svensk by i Tanums kommun i Bohuslen i Västra Götalands län.
Den er et af de mest populære badesteder ved den svenske vestkyst; 5 kilometer syd for Grebbestad ligger feriecenteret Tanumstrand Bohuslän.
Grebbestad har ICA og Coop, som er Grebbestad's eneste supermarkeder. Grebbestad har endvidere en kirke fra 1700-tallet.